# Brie (région)
Pour les articles homonymes, voir Brie et Pays briard (homonymie).
La Brie (prononcé [bʁi]) est une région naturelle française située dans la partie orientale du Bassin parisien, entre les vallées de la Marne, de la Seine et la côte d'Île-de-France. Elle couvre une superficie d'environ 5 000 km2.
D'un point de vue géographique, on distingue une Haute-Brie (autour de Meaux) et une Basse-Brie (autour de Provins). Historiquement parlant, on distingue la Brie française (Brie-Comte-Robert), la Brie champenoise (Meaux) et la Brie pouilleuse (Château-Thierry).
Ses habitants sont appelés les Briards, et la Brie elle-même est parfois désignée par la locution Pays Briard, notamment sur l'étiquetage de produits du terroir.

## Toponymie
La première mention de la Brie est en 632 dans le testament de sainte Fare (abbaye de Faremoutiers) situm in Briegio super flviolum Alba, puis Briegus saltus en 853, Brigia sylva[Quand ?], Brigensis saltus[Quand ?].

## Géographie
La Brie est répartie sur plusieurs départements : elle s'étend ainsi sur la plus grande partie de la Seine-et-Marne (en dehors de quelques cantons au sud du département qui appartiennent au Gâtinais) à laquelle viennent s'ajouter une partie de la Marne, de l'Aisne et quelques communes de l'Essonne, du Val-de-Marne et de la Seine-Saint-Denis. Ses principales villes sont Meaux (ancienne capitale du comté de Brie puis de la lieutenance-générale de la Brie), Brie-Comte-Robert, Château-Thierry, Coulommiers, Lagny-sur-Marne, Melun, Montereau-Fault-Yonne, Montmirail, Nangis et Provins.
S'étendant sur un plateau au relief peu marqué et traversé de vallées peu profondes (Grand Morin et Petit Morin, Yerres, Marsange), ses paysages sont marqués par une succession d'openfields (culture du blé, du maïs et de la betterave sucrière) entrecoupés de massifs forestiers plus ou moins denses (forêts d'Armainvilliers, de Crécy, de Ferrières, de Notre-Dame, de Sénart et de Villefermoy). Formant un demi-cercle à la limite occidentale de la Brie, ces massifs forestiers sont une relique de l'ancien arc boisé de l'Est parisien, qui rejoignait encore au IXe siècle la forêt de Fontainebleau.
La partie orientale de la région, marquée par des terres lourdes et imperméables, est propice aux cultures maraîchères et à l'élevage de bovins, qui produisent le lait nécessaire à la fabrication des différentes variétés de bries.
La partie occidentale de la Brie présente un réel contraste avec la partie orientale du fait de l'urbanisation massive, conséquence de l'accroissement constant de l'agglomération parisienne.

## Géologie
Le sous-sol de la Brie est constituée de marnes et de calcaires siliceux. Les plateaux recouverts de lœss sont fertiles et favorables à la grande culture céréalière, surtout dans sa partie occidentale. La Brie champenoise, plus crayeuse, est toutefois bien moins fertile que la Brie française.

## Environnement
Dans le nord de la Brie (en « Brie axonaise », c'est-à-dire dans la partie de la Brie située dans l'Aisne, territoire encore en partie méconnu du point de vue de son environnement) a été découvert récemment (2021) par le Conservatoire botanique national de Bailleul, d'une association végétale forestière connue jusqu’alors en Champagne-Ardenne, Lorraine, Bourgogne et Franche-Comté mais jamais répertoriée en Hauts-de-France : La chênaie pédonculée frênaie de l’Aconito vulpariae-Quercetum roboris, décrite par un cortège d’espèces végétales montagnardes (Anemone ranunculoides subsp. ranunculoides, Asarum europaeum subsp. europaeum, Isopyrum thalictroides, Loncomelos pyrenaicus subsp. pyrenaicus, Phyteuma spicatum). Cette découverte a été faite lors de l’élaboration du catalogue des séries de végétations du département de l'Aisne. La présence de ce cortège de plantes montagnardes s'explique en vallée de la Marne, par la présence des petites vallées encaissées en situation confinée, source de microclimats froids et humides, proches de climats typiquement montagnards de l'Est de la France.

## Histoire

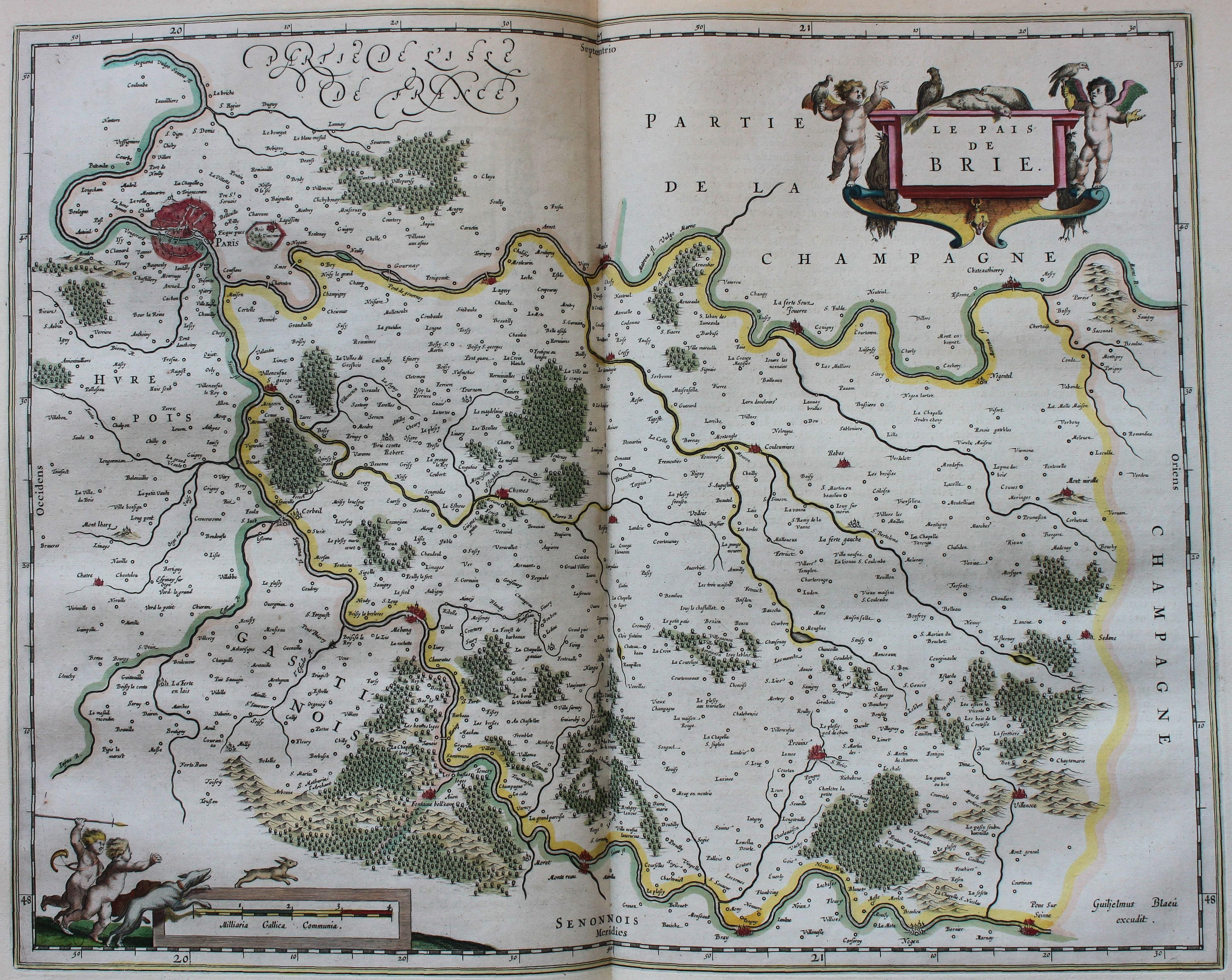
Le pays de Brie en 1659.

Les populations préhistoriques et protohistoriques ont laissé de rares témoignages d'occupation du territoire, principalement dans les vallées. Durant l'Antiquité, la Brie n'était encore qu'une vaste forêt nommée Brigensis saltus, du gaulois briga « colline, mont », d'où son nom actuel.
D'après d'autres sources, le nom pourrait provenir de Briensis saltus, du gaulois *bracu, boue, terre fangeuse.
Ce nom qui ne fut donné au départ qu'à une petite partie de la province devint peu à peu l'appellation commune de tout le territoire situé au Sud de la Marne sous le nom de Brie.
Les Meldes (lat. Meldi), peuple celte dont la capitale était Iantinum, semblent avoir été les premiers à pénétrer cette dense forêt par les rivières des deux Morins. Les grands défrichements ne débutèrent qu'à l'époque gallo-romaine ; cependant la forêt briarde était déjà traversée de quelques routes dès l'époque gauloise. Les Romains y construisirent la Via Agrippa reliant Sens à Senlis en passant par Châteaubleau et Riobé.

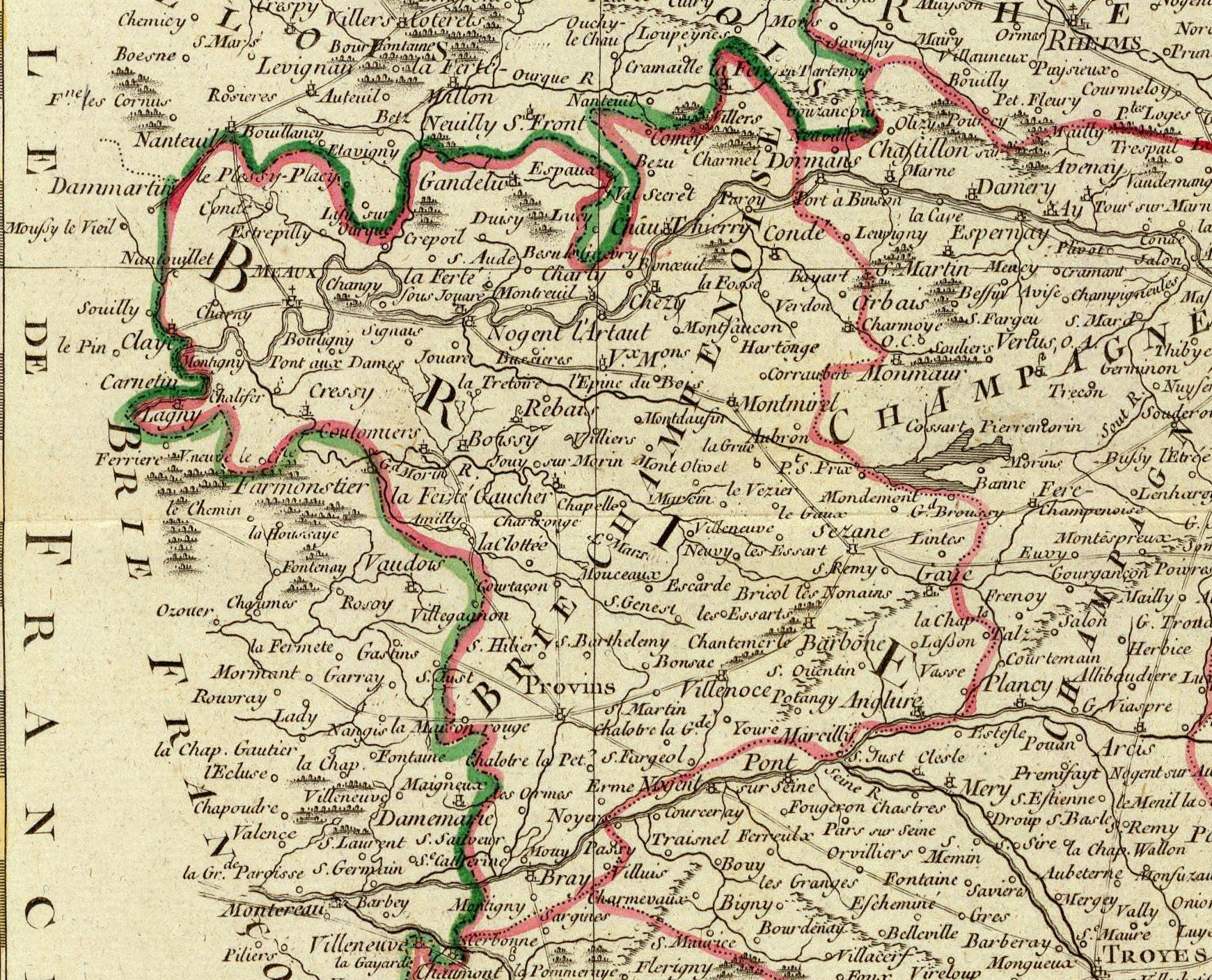
La partie champenoise de la Brie en 1771.

Au Ve siècle, à la fin de l'Empire romain, la Brie fut gouvernée par le patrice Syagrius. Après sa défaite face à Clovis en 486 (bataille de Soissons), la région passa sous la domination franque. Dans leur partage du royaume, les fils de Clovis la divisèrent entre le royaume de Paris (Childebert) et celui de Soissons (Clotaire). La Brie fut ensuite le théâtre de plusieurs luttes entre Mérovingiens, en particulier la révolte de Chramn contre son père Clotaire dans les années 550.
En 861, les Normands pillent Meaux, Melun et toutes les villes de la région.
Sous les derniers Carolingiens, la Brie eut des comtes particuliers, qui portèrent le plus souvent le titre de comtes de Meaux, du siège de leur seigneurie. En 968, Herbert de Vermandois, comte de Meaux, devint comte de Troyes, et depuis ce moment-là Brie suivit les destinées de la Champagne. Certains comtes de Champagne prirent de ce fait le titre de « Comtes palatins de Champagne et de Brie » (voir notamment la Letre d'acor entre le roy Thiebaus de Navarre et lo conte Thiebaus de Barde, ou le comte Thibauld se dit : « Champa(i)gne et de Brie, Cuens palazins » — en latin médiéval « Campanie et Brie Comes palatinus »).
Jusqu'à la réorganisation territoriale de 1790 et la création des départements, la Brie fut écartelée entre deux gouvernements généraux (Île-de-France et Champagne-et-Brie), trois généralités (Paris, Soissons et Châlons) et quatre diocèses (Meaux, Sens, Troyes et Soissons).

## Économie
C'est un pays de grandes exploitations agricoles, du fait de la présence de limons particulièrement fertiles, pratiquant les cultures du blé, de la betterave à sucre et de l'élevage laitier pour les fromages, avec notamment les bries. La rose est emblématique de la Brie ; elle est cultivée dans la région de Mandres-les-Roses et de Provins.

## Tourisme en Brie
La Brie abrite de nombreux monuments et sites remarquables :
- le pont de Maincy, peint par Paul Cézanne. Ce tableau est considéré comme élément principal du début de l'art moderne ;
- le secteur historique de la ville de Provins, inscrit au patrimoine mondial de l'humanité par l'Unesco (tour César, hostellerie de la Croix d'Or, collégiale Saint-Quiriace…) ;
- la cathédrale Saint-Étienne de Meaux (Seine-et-Marne), classée monument historique en 1840 ;
- l'abbaye Notre-Dame de Jouarre (Seine-et-Marne), classée monument historique en 1840 ;
- l'abbaye Saint-Pierre d'Orbais (Marne), classée monument historique en 1840 ;
- la commanderie de Coulommiers (Seine-et-Marne), classée monument historique en 1994 ;
- l'église Saint-Étienne de Brie-Comte-Robert (Seine-et-Marne), classée monument historique en 1840 ;
- l'église Saint-Crépin de Château-Thierry (Aisne), classée monument historique en 1957 ;
- le château de Brie-Comte-Robert (Seine-et-Marne), classé monument historique en 1925 ;
- le château de Vaux-le-Vicomte, à proximité de Melun (Seine-et-Marne) ;
- le château de Blandy-les-Tours (Seine-et-Marne), classé monument historique en 1889 ;
- le château de Montmort, à Montmort-Lucy (Marne) ;
- le château de Ferrières, à Ferrières-en-Brie (Seine-et-Marne), classé monument historique en 2000 ;
- le château de Montmirail (Marne) ;
- le château de Champs-sur-Marne (Seine-et-Marne), classé monument historique en 1935 ;
- le château de Condé (Aisne), classé monument historique en 1979 ;
- la roseraie de Provins (Seine-et-Marne), jardin botanique s'étendant sur trois hectares ;
- le parc des Capucins de Coulommiers (Seine-et-Marne), constitué d'un jardin à la française et d'un jardin à l'anglaise ;
- la route des fromages de Brie (Seine-et-Marne), circuit touristique et gastronomique mis en place en partenariat avec la région Île-de-France ;
- les jardins et les ruines de l'abbaye Saint-Pierre de Rebais (Seine-et-Marne) ;
- le cimetière militaire allemand de la ville de Solers[10] (Seine-et-Marne).

## Subdivisions
La Brie est traditionnellement subdivisée en deux entités géographiques : la Haute-Brie (ou Brie française) à l'ouest et la Basse-Brie (ou Brie champenoise) à l'est.
Durant l'Ancien Régime, la Brie est divisée en trois entités :
- la Brie française (capitale : Brie-Comte-Robert) qui appartenait autrefois au gouvernement général d'Île-de-France. Ses principales villes sont Montereau, Dammartin, Villeneuve-Saint-Georges et Brunoy. Melun est située à la limite entre Brie française et Gâtinais ;
- la Brie champenoise (capitale : Meaux) qui appartenait autrefois au gouvernement général de Champagne-et-Brie. Ses principales villes sont Meaux et Coulommiers ;
- la Brie pouilleuse — dite aussi crayeuse, galleuse ou gallevesse (capitale : Château-Thierry) qui appartenait également au gouvernement général de Champagne-et-Brie. Ancienne région dont il est difficile de déterminer les limites, qui varient, suivant les anciens géographes, entre le Surmelin (département de la Marne), Gandelu (département de l'Aisne), Château-Thierry, en englobant la Brie dans sa partie septentrionale, le Montois et le Multien, et même une petite partie de la Champagne. Outre Château-Thierry, sa principale ville est La Ferté-sous-Jouarre[12].

Cette région naturelle étant assez vaste, elle comprend une mosaïque de petites régions naturelles :
- la Brie française (ou Basse-Brie), autour de Brie-Comte-Robert ;
- la Brie boisée, autour de Tournan-en-Brie ;
- la Brie humide (ou Brie de Melun), à l'est de Melun ;
- la Brie centrale, autour de Mormant ;
- le Montois, autour de Donnemarie-Dontilly ;
- la Brie champenoise (ou Provinois), autour de Provins ;
- la Brie des étangs, à l'ouest d'Épernay ;
- la Brie laitière (anciennement Brie des étangs), à l'est de Coulommiers ;
- la Brie d'Esternay, autour d'Esternay ;
- la Brie val-de-marnaise, sur les contreforts ouest du plateau briard ;
- la Bassée, autour de Bray-sur-Seine, est un pays limitrophe entre la Brie et le Senonais. Elle est parfois incluse dans la Brie.

La mise en œuvre des lois d'aménagement du territoire a conduit à définir des entités nouvelles, qu'elles soient officielles (regroupement intercommunaux) ou non (terroirs et micro-régions, à vocation essentiellement touristique). Ces entités reprennent parfois les noms de régions dites naturelles, sans en respecter les limites. Cas par exemple de la communauté de communes de la Brie boisée qui ne comprend qu'une petite partie de cette région naturelle.